# 白猫プロジェクト
『白猫プロジェクト』（しろねこプロジェクト）は、株式会社コロプラから配信されているAndroid・iOS用ゲームアプリ。公式略称は『白猫』。基本プレイ無料で、アイテム課金が存在する。
2021年11月29日配信のバージョン4.0.0より、タイトルを『白猫プロジェクト NEW WORLD'S（ニューワールズ）』と改題している。
2014年7月14日にAndroid版が、同月25日にiOS版が配信開始され、2014年11月27日にはAmazon Androidアプリストアにて配信を開始した。
2014年10月16日には韓国国内でGoogle PlayおよびApp Storeにて配信を開始、2015年2月5日に繁体字版を台湾・香港のGoogle Playで、同月16日に台湾・香港・マカオのApp Storeで配信を開始、2015年5月6日には簡体字版を中国の各AndroidアプリマーケットおよびApp Storeで配信を開始した。
2015年7月23日には英語版を『Colopl RUNE STORY』のタイトル名でフィリピン、タイ、インドネシアのGoogle PlayおよびApp Storeで、2015年8月13日にカナダのGoogle PlayおよびApp Storeで配信を開始、2015年10月21日にはAndroid版を、その翌日にはiOS版を世界各国で配信を開始した。

## 概要
| 2014 | 白猫プロジェクト             |
| 2015 |                              |
| 2016 | 白猫テニス                   |
| 2017 |                              |
| 2018 |                              |
| 2019 |                              |
| 2020 |                              |
| 2021 | 白猫プロジェクト NEW WORLD'S |
| 2022 | 白猫GOLF                     |
| 2023 |                              |
| 2024 | フェスティバトル             |

3Dマップ上でプレイヤーキャラクターを動かしながら戦う、アクションRPG。キャラの復活やガチャを引くのに必要な「ジュエル」がある。ジュエルは、ゲーム内クエストの初回クリア報酬や、課金による購入、ログインボーナス、ゲーム内ミッションなど様々な方法で手に入れることができる。
本作は時間に縛られることなく自由に遊べるように、クエストをクリアしていくソーシャルゲームとしては珍しく、体力・行動ポイントなどのスタミナ制を廃止している。
コントローラーにはコロプラ社独自のインターフェイスである「ぷにコン」が採用されている。この操作は画面に表示されるキーやボタンなどによるものではなく、スライドやタップをすることで移動や攻撃といったアクションを行うことができる。本作はこのインターフェイスを初めて採用したアプリであり、同社が提供する『バトルガール ハイスクール』や『ドラゴンプロジェクト』、『東京カジノプロジェクト』などにもぷにコンが採用されている。
基本的に通常クエストは1人か2人で、協力バトルは1〜4人でそれぞれプレイできる。
Oculus Rift版の『白猫VRプロジェクト』も提供されているが、データ連携は行われていない。
2016年5月には、本作のスピンオフ作品である『白猫テニス』が発表され、同年7月下旬より配信を開始している。
2018年7月13日には、白猫4周年記念スペシャル生放送内で、Nintendo Switch版白猫プロジェクト、『Shironeko New Project(仮)』の制作決定が発表された。当初は2020年発売予定だったが企画見直しにより、現在は発売時期未定。
同年12月16日には、テレビアニメの制作が発表された。
2021年7月には、本作の新たなるスピンオフ作品として『白猫GOLF』が発表された。
2024年5月には、MIXIとの共同タイトルで同社の人気スマホゲーム「モンスターストライク」とコラボレーションした新作スマホゲーム『フェスティバトル』が発表され、同年8月30日よりサービスを開始している。

## 評価

### 受賞
- 2014年 『Google Play2014年ベストゲーム』「App Store Best of 2014今年のベスト」受賞[28]。
- 2015年4月 『ファミ通アワード2014』「優秀賞」「ルーキー賞」受賞[29]。
- 2015年7月 一般社団法人モバイル・コンテンツ・フォーラム主催『モバイルプロジェクトアワード2015』「優秀賞」受賞[30]。
- 2015年9月 『Amazonアプリアワード』「急上昇部門」受賞[31]。
- 2016年5月 『ファミ通アワード2015』「優秀賞」受賞[32]。

### 評判
- 2014年7月14日のAndroid版サービス開始から4日後に、Google Playの国内アプリ新着無料ランキングで1位を獲得した。サービス開始から10日後には、100万ダウンロードを達成しており、当時のコロプラ史上最速の快挙である[33]。また、その後も2014年8月30日に1000万ダウンロードを、同年11月8日に2000万ダウンロードを、2015年3月12日に3000万ダウンロードを、同年8月24日には5000万ダウンロードを達成、その後もダウンロード数が伸び、サービス開始から約2年後の2016年6月には1億ダウンロードを達成している[34]。

## 訴訟問題
コロプラは2018年1月10日、任天堂がコロプラに対し、本作に関して計5件の特許権侵害があるとして2017年12月22日に訴訟を提訴し、本作の配信停止と44億円の損害賠償を請求したと発表した。任天堂は2016年9月からコロプラに対し特許権侵害があると指摘していたが、コロプラ側は1年間にわたり特許権侵害はないと否定。その後も両社の折り合いがつかなかった為、任天堂は訴訟に踏み切ったと説明している。
また、2018年1月12日に公式サイトのニュースにて、『コロプラとしては、特許侵害の事実は一切ないものと確信しておりますが、訴訟がたとえどのような結果になっても仕様変更等を通じて、サービスを継続してまいります。』と発表し、この訴訟問題がサービス終了に繋がることは無いとされており、裁判でも全面的に争う姿勢を見せている。
2018年3月14日に任天堂は新たに1件の特許権侵害を追加。
2020年2月19日には本件の訴訟に関わる問題として、ぷにコンの仕様変更を目的としたアップデートが配信されたが、全面降伏ではなく引き続き裁判で争う姿勢を見せている。
2021年2月12日にはコロプラのIRが更新され、提訴後の時間経過による増加として5億5000万円が上乗せされ、計49億5000万円の損害賠償請求になったと発表された。
同年4月21日には提訴後の時間経過を理由に賠償請求額をさらに47億4千万円が上乗せされ、計96億9千万円の損害賠償請求となった。
同年8月4日、コロプラが任天堂特許について今後のライセンスを含めた本件訴訟の和解金33億円を支払ったことで任天堂が訴訟の取り下げを発表。和解が成立した。

## あらすじ
無数の島が存在する世界。その中のアストラ島で暮らしていた主人公のもとに、冒険家のカイルが現れる。冒険家を志望していた主人公は、この島で活動すると言うカイルの調査に同行することに決める。その中で、偶然森の中で遭遇した謎の少女アイリスと、人語を話す猫キャトラと出会い、共に島の遺跡へ赴き、目的である飛行島を発見する。しかし、カイルが突如現れた闇に飲まれ、主人公を逃がして行方不明になってしまう。飛行島を手に入れた主人公はアイリス達と共に"最果ての地"を目指し、カイルから託されたルーンドライバーを手掛かりに7つの大いなるルーンを集める旅に出ることになる。

## ゲームシステム

### クエスト
このゲームのメインのモードである。キャラを最大4体まで編成できるパーティ1つと、同行する助っ人を選択してプレイする。助っ人は基本的に、フレンド登録している人物かランダムに選ばれたユーザーのキャラをCPUが操作するか、後述する2人激闘クエストの形式でプレイヤーが操作するかを選択できる。また、助っ人無しでの出撃も可能。クエストでは後述するルーンなどのアイテムが入手できる。リタイアした場合はミッション失敗となり、そのクエスト中に入手したものはすべて失う。
クエスト中には様々なモンスターが出現し、それぞれ種族や系統などが設定されている。基本的にキャラがアクションスキルを発動している間は一時的に無敵になるが、一部のモンスターは無敵状態を無視してダメージを与える「デンジャラスアタック」と呼ばれる攻撃も使用してくる。
メインストーリー
チュートリアルの「大いなるルーン編」第1章をクリアすれば、どの章からでも選択して開始することができる。
大いなるルーン編
闇の王との戦いまでを描く。第1章〜第15章、その完結編となる「光と闇の章」で構成されている。
新たなる世界編
宿敵であるエピタフとの戦いを描く。第1章〜第3章、断章としてその間に起きた物語を描く8つの常設イベント、完結編となる第零章で構成されている。
神域のフロンティア編
空の向こうに出現した異世界での冒険が描かれる。2025年8月現在、プロローグとなる新章と第1章〜第8章まで公開されている。
イベントクエスト
チュートリアルの第1章をクリアするとプレイできるようになる。期間限定イベントの他、クエストの基礎などを学べるバロン道場などがある。
ルーンメモリー
ゴールドを消費することで、過去に開催されていた期間限定イベントを24時間解放することができる。解放可能なイベントは順次追加される。

### 協力バトル
多人数用のバトルモード。「パーティを結成」を選択したプレイヤーは部屋のホストとなり、「オンライン解放」を行うことで他の人を呼ぶことができる。また、番号入力やマッチングを相互フォロワー限定に絞ったマッチングも可能。また、マッチングを待たずに1人で出撃することも可能。
協力バトルには最大4人まで参加可能なものと2人まで参加可能なものがある。前者は各プレイヤーが1体のキャラを使用でき、後者は各プレイヤーが最大4体までのキャラを使用することができる。

### ガチャ
ジュエルを消費することでガチャが引ける。☆1〜☆5まで存在するレアリティのうち、☆2〜☆5が排出される。常設のスターガチャは☆2〜☆4まで排出される。
キャラガチャ
ジュエル25個で引ける。10回分のジュエルで一回多く引くことができる10+1連ガチャも存在する。☆5はレベル100の状態で出現する。
既に入手済みのキャラを引いた場合、そのキャラの限界突破数が10段階上昇するほか、レアリティに応じて限界突破に使用できる虹のルーンを入手できる。
武器ガチャ
ジュエル15個、または武器ガチャチケット10枚で引ける。
☆5武器は「真・○○」まで進化した状態の☆4武器が排出する。

### 鍛冶屋
キャラが装備する武器を強化することが可能。武器、アクセサリの売却もここで行える。
強化
ゴールドを消費して、武器のレベルを上げる。レベルを上げることで攻撃力などのパラメータが上昇する。レアリティによって最大レベルが異なる。最大レベルまで強化した武器は進化が可能になる。
進化
武器をより強いものに進化させる。最大レベルまで強化している必要があり、ゴールドとルーンを消費する。
進化が特定の段階に達するとレアリティの星が1つ上がり、武器固有のスキルが開放される。
一部の武器はジュエルか神武の器のルーンを消費することで、性能が高い武器へ進化させる「神進化」を行うことができる。神進化済みの武器はレアリティの星が赤く表示される。
売却
武器、アクセサリを売却し、ゴールドを得る。
ただし強化や進化が施されていた武器の場合でも費用は還元されず、使用したルーンも返却されない。
交換
自分の持っている☆4、☆5の武器の中から4つを選び、その時点のガチャ内にある好きな☆4武器1つと交換できる。
交換に選べる武器は、基本的にガチャで引いた元々のレアリティが星4以上の武器のみだが、イベントやミッション達成でもらえるメモリアルソードや儚き時のメモリアルも代用とすることができる。ただし、儚き時のメモリアルには交換に出せる使用期限がある。
武器合成
2016年8月実装。ベースとなる武器に素材となる武器を合成することで合成値が上昇し、一定の値に達する度に最大3つまでスロットスキルの開放やスロットレベルが上昇していく。スロットレベルが上がると、スキルチェンジでより強力な効果を習得できる。
スキルチェンジ
2016年8月実装。武器合成で解放した武器1つの全てのスロットスキルをランダムで別のスキルへ変化させる。実行にはゴールドが必要。
変更したくないスキルスロットは初期段階では一つだけ保護することができ、合成素材用のハンマーを一定数消費する事により、さらにもう一つ保護する事が出来るようになる。保護している間はチェンジに必要なゴールドが著しく上昇する。
インゴット交換
2018年4月実装。「エクスインゴット」4個でクラスチェンジキャラ専用武器と交換できる。
エクスインゴットは☆5キャラクターを8段階の限界突破を行うことで入手可能。

### タウン
チュートリアルである第1章をクリアすると、タウンのアイコンを選択できるようになる。
タウンでできることは建物の設置とレベルアップ、獲得したキャラとの友情イベントや、特定の条件を満たすことで報酬がもらえるタウンミッションなどがある。建物にはキャラのステータスアップやゴールド獲得など様々な効果を持っており、装飾用のデコレーションなどもある。プレイヤーのランクが上がると、建物のレベル上限や建てられる建物の数が増えていく。建物のレベルアップにはルーンとゴールドを消費し、その後時間経過でレベルアップする。設置しきれなくなった建物やデコレーションは倉庫にしまうことができる。また、一部の建物はレベルを最大にすることで複数の建物を1つの建物に合体させることができる。
ギルドオファー
2015年10月実装。メインストーリーの第2章をクリアするとプレイできるようになる。様々な依頼に対して飛行島の仲間を専用のパーティを出撃させる。時間経過でルーンなどのアイテムを持ち帰り帰還する。大成功時にはアクセサリを獲得できる。

## キャラ
このゲームのキャラ育成はレベル150まで育成することができる。キャラクター詳細画面で虹のルーンの欠片を消費する事でレベルが上がっていく。2022/11/15以降新規に実装されたシングルクエストの初回クリア、またアゲアゲ4人協力バトルをクリアすることでも上昇していく。
成長するステータスは、攻撃、防御、会心、HP、SPの5つの他に、アクションスキルやオートスキルの習得、コンボレベルを上げることで通常攻撃の攻撃回数を増やすことができる。また、武器やアクセサリ、石板を装備することで攻撃力などのステータスを上げたり、オートスキルの付与などがされ、さらにキャラを強化することができる。

### 成長要素
友情覚醒
タウンなどで発生する友情イベント後、特定のルーンを渡すことにより友情覚醒ができ、ステータスからキャラの覚醒画像を見られるようになる。また、レベル100以上のキャラは肩書きの変化や名前がフルネームで表示されるようになる。
限界突破
キャラガチャで入手済みキャラを引いた場合にもらえる虹のルーン各種を使うことで、段階に応じたステータスが上昇する。
神気解放
過去に登場したキャラの性能を強化するシステム。
解放対象キャラがレベル100になるとタウンで発生する友情イベント後、タウンで特定のルーンを渡すことで可能になる。
神気解放後のキャラアイコンは右側の金色の羽が青い炎に変わり、レアリティの星が赤く表示されるようになる。
神気解放後のキャラには属性付きキャラとなるものも存在する。
解放後はレベル1に戻るが、神気解放前よりもステータスやスキルの性能が強化される。限界突破回数は神気解放後も維持される。
EXソウルボード
キャラに石板を装備させることでステータスをさらに強化できる。装備した石板は取り外しも可能。
石板はルーンとソウルを消費し能力を獲得していくことで成長し、石板内の能力を全て獲得すると特別なEXスキルが発動する。
初期状態では装備できる石板は各キャラにつき1枠のみだが、EXルーンを使用することで1つにつき1カ所装備スロットを拡張することで最大4つまで装備できるようになる。
石板やEXルーンは主にイベントなどで獲得できる。
☆4の石板は隣接した装備スロットを二つ使用する。
クラスチェンジ
キャラステータスが大幅に上昇する。
神気解放対象キャラクターは神気解放を行うことで実行可能。
アクションスキルの倍率及びその倍率の強化効果、属性値の倍率及びその倍率の強化効果、種族のモンスターに対してのキラーダメージの計算式が変更される。
チェンジ後のキャラはエクストラフォームとなり、通常攻撃がヒット数や攻撃範囲が広いものに強化される他、バーストゲージの追加や新たな専用アクションを使用できる。また、クラスチェンジ前のオリジナルフォームに切り替えることもできる。
親密度の上限が解放され、さらに上げることでキャラ愛でルームでできることが増え、特別なキャラ称号が獲得できる。
2022/11/15以降は仕様変更により全キャラクター詳細画面からクラスチェンジをする事が可能となり、新たに獲得したキャラもクラスチェンジ済みで入手できる。
スキル覚醒
過去に登場したキャラのアクションスキルダメージを強化するシステム。
アクションスキルのダメージ倍率を大幅に上昇させることができる。
キャラタイプ
キャラにはそれぞれタイプをもっており、リーダースキルなどのステータス上昇に影響する。
アタッカー、ディフェンス、バランス、スキル、テクニカル、サポート、ヒーローの全7タイプが存在しており、ヒーロータイプは第1章から使用できる主人公とアイリス、イベントで配布される全てのキャラが該当する。
グランドクラス
2024/4/28以降に新たに登場したキャラの新職業。全体的に操作が簡略化されており、職業固有の必殺技を持つ。

### 職業
2024年8月現在、12種の職業が存在する。それぞれステータスやモーションが異なり、専用のアクションが存在する。また、職業ごとに異なる攻撃属性を持っており、それによって敵との相性が異なる。
一部のキャラには専用アクションやモーションがキャラ特性により変更されているキャラも存在する。
※職業名は左からクラスチェンジ前 / クラスチェンジ職 / グランドクラスの順。ルーンセイバー、チェインルーラーにはクラスチェンジ前の職業は存在しない。
剣士 / ソードマスター / 剣聖
装備武器は剣。攻撃属性は斬属性。主に近接攻撃を得意とする。
武闘家 / 拳聖 / 極拳
グローブを使い、パンチや蹴り技などを駆使して戦う。攻撃属性は打属性。リーチは短いが、手数が多い。
ウォリアー / ウォーロード / デストロイヤー
装備武器は斧、ハンマー。攻撃属性は打属性。モーションはやや大振りだが、広い攻撃範囲を持つ。
ランサー / ガーディアン / ディオフェンサー
装備武器は槍。攻撃属性は突属性。守りに特化した職業で、敵の攻撃を防御することができる。
アーチャー / グランアーチャー / ロックシューター
装備武器は弓、銃器。攻撃属性は突属性。遠距離攻撃からの攻撃を得意とする。
魔道士 / 大魔道士 / 賢者
装備武器は杖。攻撃属性は魔属性。魔法などを駆使して戦う。味方を復活させることができるなど、サポートに長けている。
クロスセイバー / エクスセイバー / クロスファントム
2015年2月に実装。装備武器は双剣。攻撃属性は斬属性。瞬時に敵に接近し連続攻撃が行える。
ドラゴンライダー / ドラゴンマスター / ドラゴンユナイト
2015年7月に実装。装備武器は槍斧。攻撃属性は突属性。相棒であるドラゴンや鳥などに乗り戦う。移動している間は飛行モードとなり、毒沼やベルトコンベアなど一部の罠やギミックの影響を受けない。また、基本移動速度が他の職に比べ早い。
ヴァリアント / ヴァリアントG
2016年4月に実装。装備武器はオーブ。アクションスキルの発動で変身する能力を持ち、変身前と変身後で攻撃属性や戦い方が異なる。変身するとモーションが変化し、攻撃力や移動速度が大幅に上がるが、攻撃の度にSPを消費するデメリットもある。
変身後の形態は2017年10月時点でビースト型、バード型、ドラゴン型、ストライカー型の4つが存在し、キャラによって変身できるものが異なり、アクションなども異なる。2024年4月以降はキャラの固有能力として変身ができるキャラが他職業で登場し、グランドクラスとしての新キャラは追加されない。
バーサーカー / ヘレティックバーサーカー / ブラッディバーサーカー
2017年7月に実装。装備武器は大剣。攻撃属性は斬属性。敵の攻撃を受けても怯まずにダメージを与えられるが、攻撃速度が遅く、スキルや装備効果などによる攻撃速度に関する効果も一切受けられない。
ルーンセイバー / イルミナルセイバー
2018年7月に実装。装備武器は輝剣。攻撃属性は魔属性。
チェインルーラー / チェインマスター
2022年7月に実装。装備武器は鎖剣。攻撃属性は打属性。広範囲の敵を攻撃でき、自身や味方のスキルを強化する固有アクションを使用できる。回避能力にも優れており、鎖を利用して空中へ移動する「エリアルシフト」を行うことができる。

## 登場人物

### 主要人物
主人公（デフォルト名なし）
声 - 梶裕貴
本作の主人公。辺境の海域に浮かぶ孤島、アストラ島に暮らす少年。遙かなる世界を夢想するだけの日々を過ごしていたが、カイルやアイリス達と出会うことで大冒険に出発する。基本的に会話は「！」や「？」などのアイコンでのみで、基本的にセリフは無いが、メインストーリーでの重要な場面や一部のイベントでは普通に会話を行うこともある。
本来は闇の勢力側の人物で、その正体は闇の王の後継者。第一章開始時点ではその記憶は失われている。スキエンティアではリュートの持つ覚醒のルーンによりその闇の力の一部が覚醒した。また、タルタロス監獄ではヴァルアスと対峙する中、闇の力が完全に覚醒する。
カイル
声 - 緑川光
主人公と最初に出会う冒険家の男。最果ての地を目指すため、古代人や飛行島について調べている。序盤では主人公と行動を共にし、飛行島目前のところまでたどり着くが、その直後に闇に飲まれてしまい、行方不明となる。その後の詳細は闇の王を参照。
アイリス
声 - 堀江由衣
本作のヒロイン。白の巫女と呼ばれる謎の少女。アストラ島の森で眠っていたところを主人公とカイルに発見される。大いなるルーンを探すため、主人公と共に旅に出る。
正体はかつて白の王国を治めていた光の王。白の王国と黒の王国を滅す原因となった何かを行っている。また最初のチュートリアルの最後の玉座の間に現れているが、アストラ島で主人公と会った時点ではその頃の記憶は失われている。
タルタロス監獄では闇の王に捕えられてしまうが、彼と対峙する中で光の力が覚醒し、ほとんどの記憶を取り戻した。
キャトラ声 - 堀江由衣
アイリスといつも一緒にいる人語を話す白猫。アイリスとお揃いのリボンを付けている。おしゃべりな性格で、他の人物に対してからかうことが多く、主にツッコミを担当することが多い。衝撃的な場面を目の当たりにした際などに発する「ぎにゃー！」という鳴き声も特徴。基本的に色々な食べ物が好きでその中でもカニカマが好物。
バロン
声 - 広田みのる
ライオンの獣人で、鍛冶屋をしている。飛行島の行く末を見守るよう遥か昔からある人物から命令されており、そのため遺跡や古の時代のできごとなどにも詳しい。
同社が運営する『魔法使いと黒猫のウィズ』には容姿が酷似している同姓同名の人物が登場するが、同一人物ではない。
ヘレナ声 - 中村紗彩
アストラ島に住む女性で、主人公の姉的存在。趣味はパイ作り。

### 旅の仲間
メインストーリーの島をクリアすることで仲間になるキャラクター。
エレサール・アランティア
声 - 松井謙典
イスタルカ島で会うエルフの青年。職業はアーチャー。森などの自然をこよなく愛しており、新しい島で森を発見するたびに評価を行っている。
ダンテとは鍛錬としてランニングをすることが多い。
ダンテ・ガルヴィーニ
声 - しおみそうま
バルラ島にて騎士団の団長を務める黄金の鎧を身に纏う騎士。職業はランサー。好戦的な性格だが、人の上に立つ上での大切なことを理解している。実はかなりの負けず嫌いで負けると言い訳をする。
タビィ・クルイーサ
声 - 桑原由気
ピレント島に住んでいる元気一杯な獣人の女の子で、「やったったんぞー！」が口癖。職業は格闘家。トンボを見つけ次第追いかけるなど無邪気な性格をしているが、カンが働く獣人ならではのその身体能力は侮れない。
ハーティ・ヘリオドール
声 - 山本希望
ディーダ島で会う女性型アンドロイド。職業はウォリアー。心を持つアンドロイドとしてアルベルト博士に作成されるが、与えられた命令をこなすだけのことしかできなかったため、ガラクタ置き場に捨てられていた。しかし主人公達と出会うことで、その感情に少しずつ変化が現れ始める。彼女の体にはある重要な物が組み込まれている。
スオウ・コジロー・ヨシユキ
声 - 森久保祥太郎
アオイの島で呉服屋を経営している青年。職業は剣士。普段はなんでも屋をやっているが金遣いが荒く、多額の借金を抱えており、返済は現在の将軍である末弟に任せている。実はアオイの島の先代の将軍であり、フォースターPJに登場したクローは次弟である。
ウマルス・フェアデシュタル
声 - 花江夏樹
メルリン島に住む人語を話す馬。職業は魔導士。自身のことを元人間の勇者と自称しており、「私は○○とも呼ばれたことがある」と有名な人物だったかのように語っているが、実際は全て彼の作った「俗説」で、平気で嘘をつくことも多い。ただし、適当に話した俗説が実話だったこともゼロではなく、ウェルテクスでは余りにも偶然過ぎる一致に警戒してしまう場面がある。
リュート・エスペランサー
声 - 飯田友子
スキエンティアで会う少年。職業はランサー。カイルとは面識があり、彼にあこがれて冒険家を目指している。
グローザ
声 - 渚兎奈
ジモ島で仲間になる闇の三刃衆の一人。
シルル
声 - 五十嵐裕美
フムニールによって偶然生み出された謎の生物。職業はクロスセイバー。普段は独特の鳴き声しか発しないが、本気をだせば片言ながら人語で話すこともある。やや短気な性格で、主人のフムニールに対してはよく反発している。ルーペを通して現在または過去の出来事を見せる能力を持つ。
普段の姿は逆さまであり、目と鼻のような突起がついた顔のような部分が下半身で、ルーペが付いた方が頭である。
以下のキャラはガチャで仲間にできる。
レベッカ・ベリル
声 - 桑島法子
ルーンナイトの序列1位。職業はバーサーカー。一見真面目だが、時折人の話を聞いていないことがある。酒には強く、いくら飲んでも表情一つ変えることがない。
エレメージュ・ペルサキス
声 - 南條愛乃
ルーンナイトの序列2位。職業はウォリアー。気さくで面倒見が良く、仲間のルーンナイトからも慕われているが、レベッカとは対照的に酒癖が悪い。
イナンナ
声 - 矢作沙友里
虚空の幽園の門を管理する＜再生＞の役割をもつ巫女。職業は魔道士。普段は冷静な性格だが、ギャンブル好きという意外な一面があり、一度熱中すると感情をむき出しにしてハイテンションになる。

### 闇の勢力
闇の王
声 - 緑川光、赤城進（本体）
闇の勢力の頂点に位置する存在で、その正体は闇の王の器にされてしまったカイル。
アオイの島で主人公達の前に初めて姿を現し、そこで主人公が自身の後継者であることを告げる。そして主人公達の前でミカドを殺害し、大いなるルーンの一つである破壊のルーンを奪い姿を消した。
闇の三刃衆
エピタフ
声 - しおみそうま
闇の道化。生物や物質を問わずあらゆるものを混合する能力と分ける能力を持つ。大いなるルーンを狙っているように見えるが、いつでも奪えた状況であるにもかかわらず主人公に入手させるなど、別の思惑があるような行動を取る。また、常に道化めいた言動をとり、平気で仲間を使い捨てにする為、他の三刃衆からもあまり信用されていない。『愉快な道化の影芝居』という直属の配下達を持つ。
グローザ
声 - 渚兎奈
灰緑の魔障を名乗る三刃衆の紅一点で、元黒の王国の姫。職業はアーチャー。かわいいものが好きで、キャトラ、シルルには強い興味をもつ。電気を操る能力を持ち、攻撃以外の用途では機械を狂わせたり脳神経を操作して相手の記憶を見るといったこともできる。
ディーダ島ではアルベルトの記憶を覗き、ハーティの体内に埋め込まれた大いなるルーンを奪った。ジモ島ではシャッテンシュピールのドゥドゥから狙われており、偶然出会ったキャトラと共に逃走する。その後エピタフからの伝言で用済みとされ、さらに闇の勢力の目的が黒の王国の再建ではないことを知り、闇の勢力を見返すために主人公達の仲間に加わる。
ヴァルアス
声 - 三浦勝之
紫金の魔焔の異名をもつ、闇に忠誠を誓う暗黒騎士。自分の不注意で無関係な人に怪我をさせてしまった際には傷を治すといった配慮も見せる。闇の後継者である主人公の剣の師匠でもあった。
ストーリー上は仲間にならないが、スターガチャで獲得可能なキャラとしても登場している。職業はバーサーカー。
愉快な道化の影芝居（シャッテンシュピール）
エピタフ直属の配下。いずれも二面性の強い性格で、エピタフの欲望や狂気の一部を性質として持っている。全メンバーがメインストーリーよりも早くイベントで登場している。
ルエル・サクラリッジ
声 - 阿部里果
ゴスロリ風の容姿をした少女。全身から放たれる瘴気から魔物を作り出す能力をもち、エピタフに似た道化のような言動をとり、基本的に普段は敬語だが、機嫌が悪くなると乱暴な口調になる。人の苦しむ姿を見ることが何よりの喜びで、その時に巻き起こる笑い声は狂気に満ち溢れている。自身について本人曰く、「一度既に壊れてしまっている」らしく、そのためかどんな攻撃を受けても平気な体質である。が、逆に言えば「直せばまた壊せる」ということも意味しており、回復魔法等で治癒されると可殺状態となる。『Brave The Lion2』ではこのことを暴かれると、逃亡するがそこでエピタフに遭遇。彼によってさらに闇を混ぜられているようである。
元々は人間で、エデン島に住む領主の娘であった。しかし生まれつきからただ死を待つしかない血の病に冒されており、自身が死ねば他はどうでも良いという理由で島に瘴気をばら撒くなど、闇に染まる以前から歪んだ思想をもっていた。
『Brave The Lion3 Rest in Peace』ではクロエに憑依し、ドワーフの王デガルドと共に女王として、表向きは新国家の設立を全世界に発表する。その後真の目的である島中の人たちを闇と島のルーンの力で意識を統合を行おうとしたが、主人公たちの活躍により失敗に終わり、グレイヴの分離させる能力によってクロエから追い払われた。終盤ではエピタフによって混ぜられていた闇によって巨大な花の魔物と化し、自身に大きな負担がかかる上に死ねない体に苦しむ状態となりながらも主人公たちに襲い掛かる。最後はグレイヴの能力によって闇と瘴気の分離を成功させたことで人間に戻り、「私の人生によくぞ幕を引いてくれました」と、感謝とも皮肉とも取れる言葉を遺し、完全に事切れた。
メインストーリーのジモ島にもグローザの回想で少しだけ登場する。
ドゥドゥ・バルベル
声 - 大地葉
やや太めな体格の少年。相手を恐怖させてから喰らうことを至福としている。「ドゥドゥは、いってるよ。○○って」と、第三者の言葉を伝えるかのような特徴的な話し方をする。本性は凶暴な性格で、主に腹が減った際にそれが露わになり、その際にはセリフがカタカナになり独特の話し方もなくなる。
メインストーリーのジモ島では大いなるルーンを持って逃走したグローザを喰らうために付け回す。その後アトラクションの城と同化して襲い掛かるが主人公達に敗れ、最後は事前にエピタフに混ぜられていた黒い炎により消滅した。
ウィユ・ブロサール
声 - 竹内恵美子
チャイナドレスを着た女性。中華包丁のような刃物で拷問を行う。「ごめんなさい」が口癖で、謝れば何でも済まされると考えている。普段はおどおどしたような態度をとっているが、追い詰められると感情が爆発しヒステリックな性格に豹変する。
長年眠り続けていた闇の勢力の中で唯一活動していた人物で、メインストーリーのバルヘイム島ではバールを弱らせるため長い年月をかけて彼を少しずつ拷問していたことが判明する。その後バールを解放するために現れた主人公達と対峙するが敗北、その後自身の闇を認識の世界に侵食させ自爆する。
ナーペル
声 - 天﨑滉平
痩せた体格の少年。常に不気味な笑顔を浮かべており、「○○......。」と途切れ途切れに話すのが特徴。メンバー内で唯一、エルフ族であると判明している。闇に染まった精霊を使役し、催眠や言葉巧みに騙すなどをして子供を誘拐し闇の手先にすることから子さらいナーペルとも呼ばれる。

### その他の人物
ラーレッタ
声 - 本多陽子
冒険者ギルドのイスタルカ支部を任されているエルフの女性。根はいい人だが、金儲けのことに関しては抜け目がない。
クツヒモ・フムニール
声 - 堀内賢雄
認識の世界に住む智の賢者。理屈っぽい話し方で、「フム」が口癖。だらしない性格で、結んでない自身の靴紐を踏んでしまうことがよくあるが、その際には現実世界に何らかの影響が起こる。
現実世界に関するあらゆることを知っているが存在しないものに関しての知識は無い。また、知ってはいるが何らかの事情で答えられないこともあり、それを聞き出そうとすると適当にはぐらかされてしまう。認識の世界ではそこに「在る」と認識することであらゆるものを出現させることができる。
ウィユとの戦いの後は闇に侵食された認識の世界を捨て、飛行島の地下に住むようになる。
バール
声 - 飯塚昭三
バルヘイムの監獄に幽閉されている破壊の化身。「世界の我儘」と称される程の強大な力をもっており、常に他者を見下している。幽閉されていたところを闇の王により一度取り込まれるが、僅かな隙をついて破壊のルーンを奪い脱出。その後キ・ガルシェに向かい、破壊の限りを尽くすが、一時的に闇の王から解放されたカイルによって討伐された。普段は老人の姿だが、破壊行為や戦闘を行う際は真の姿である黄金の龍のような姿となる。
ZERO CHORONICLEでは、光と闇の王国双方に対して戦いを繰り広げたが、これを危険視したアイリスと闇の王が一時的に共闘し、戦いの末、バルヘイムへと封印された。
ストーリー上は仲間にならないが、スターガチャで獲得可能なキャラとしても登場している。職業はヴァリアント。

## ディスコグラフィ

### 主題歌
「Stand Up!」
作詞 - あさのますみ / 作曲・編曲 - 大川茂伸 / 歌 - 堀江由衣
ゲーム内の協力バトルでは、参加者待機画面で1番のBメロ部分が、クエストクリア時の待機時間中にサビの冒頭が流れている。

### 校歌斉唱！私立茶熊学園
『校歌斉唱！私立茶熊学園』（こうかせいしょう しりつちゃぐまがくえん）は、茶熊学園生徒一同と学長のサウンドトラック・シングルである。2016年1月27日にワーナーミュージック・ジャパンから発売された。
ゲーム『白猫プロジェクト』内で開催されたイベント「茶熊学園」第1期のキャラクター「茶熊学園生徒一同と学長」の9人[フラン（小岩井ことり）、ザック（中島ヨシキ）、ミラ（下田屋有依）、ヴィルフリート（子安武人）、ソフィ（本泉莉奈）、カモメ（本多陽子）、クライヴ（三浦勝之）、ソウマ・カムイ学長（岸尾だいすけ）]による楽曲とボイスドラマを収録している。
初回限定盤には茶熊学園に登場するキャラクターのアクリルストラップ全9種がランダムで1種封入され、さらに対象店舗では店舗購入特典が付属した。
収録曲
※キャラクター名のみ記載する。担当声優については前述のとおり。
1. 微力ながらGO!
歌：フラン、ザック、ミラ
作詞：やないけいこ、作曲・編曲：近谷直之
2. 校歌の歌詞を考えますよー！（ミニドラマ）
出演：ヴィルフリート、カモメ、ソウマ、カムイ学長、ソフィ、ミラ、フラン、ザック、クライヴ
3. 校歌斉唱！私立茶熊学園
歌：茶熊学園生徒一同と学長
作曲・編曲：近谷直之
4. 微力ながらGO!（カラオケ）
5. 校歌斉唱！私立茶熊学園（カラオケ）

## コラボ企画
これまでに以下のコラボレーションを行い、キャラや武器などを期間限定で配信している。
- ふなっしー
- 魔法使いと黒猫のウィズ
- 中川翔子

中川がデザインしたスカシカシパンマンも登場した。
- 江崎グリコ
- 七つの大罪
- 杉田智和のアニゲラ!ディドゥーーン!!
- ミス・モノクローム

コラボに先駆けて、アニメ『ミス・モノクローム -The Animation- 3』の第8話では、キャトラがゲストとして登場している。
- HUNTER×HUNTER
- 白猫テニス

『白猫テニス』と『魔法使いと黒猫のウィズ』が合同で同時にコラボしている。
- FAIRY TAIL
- 初音ミク
- Re:ゼロから始める異世界生活
- 進撃の巨人
- モンスターストライク
- 劇場版 魔法少女まどか☆マギカ［前編］始まりの物語 / ［後編］永遠の物語
- 銀魂
- ソードアート・オンライン
- 西武鉄道 
- 西川貴教 
- 鬼滅の刃
- 転生したらスライムだった件
- この素晴らしい世界に祝福を!
- 呪術廻戦 
- スヌーピー

2021年のエイプリルフール企画。
- BLEACH 
- SHAMAN KING
- エヴァンゲリオン
- 僕のヒーローアカデミア
- SPY×FAMILY
- チェンソーマン
- リコリス・リコイル
- スパリゾートハワイアンズ
- 範馬刃牙
- 痛いのは嫌なので防御力に極振りしたいと思います。2
- ロックマン
- hololive

ホロライブ3期生の兎田ぺこら、不知火フレア、白銀ノエル、宝鐘マリンが登場。
- とある科学の超電磁砲
- 吉田沙保里

## CM
- 桜井日奈子・松木安太郎・福田正博・前園真聖・じゅんいちダビッドソン（2015年）
- 桜井日奈子・バービー（2016年）
- デヴィ夫人（2017年・「たった1000万円」篇）
- 出川哲朗・北村優依（2018年・「ヤバイコラボ」篇、「リアルガチ感謝」篇）

## 漫画
白猫プロジェクト ひこうじま公園
作画：松平鶴次郎侍、原案・監修：コロプラ。コミッククリア連載、ファミ通クリアコミックス刊。
- 白猫プロジェクト ひこうじま公園1  2017年7月15日発売、ISBN 978-4-04-734713-7
- 白猫プロジェクト ひこうじま公園2  2018年2月15日発売、ISBN 978-4-04-734996-4
- 白猫プロジェクト ひこうじま公園3  2018年7月14日発売、ISBN 978-4-04-735261-2

## 小説
白猫プロジェクト 大いなる冒険の始まり
著：橘もも、挿絵：布施龍太、原作・監修：コロプラ。角川つばさ文庫刊。
- 白猫プロジェクト 大いなる冒険の始まり  2019年3月15日発売、ISBN 978-4-04-631787-2

白猫プロジェクト ZERO CHRONICLE  〜はじまりの罪〜
著：飛山裕一、カバーイラスト：もねてぃ、口絵・本文イラスト：福きつね、原作：コロプラ。KADOKAWA刊。
- 白猫プロジェクト ZERO CHRONICLE  〜はじまりの罪〜 2020年4月1日発売、ISBN 978-4-04-109257-6

## テレビアニメ
イベント『ゼロ・クロニクル 〜はじまりの罪〜』を題材とするテレビアニメ『白猫プロジェクト ZERO CHRONICLE』（しろねこプロジェクト ゼロ・クロニクル）が、2020年4月から6月までAT-Xほかにて放送された。

### スタッフ
- 原作・製作 - コロプラ[86][87]
- 監督・脚本 - 神保昌登[86][87]
- スーパーバイザー - 角田亮二[86][87]
- キャラクターデザイン - 奥田陽介[86][87]
- プロップ/モンスターデザイン - 新妻大輔
- 美術監督 - 峯田佳実
- 美術設定 - 大久保修一、友野加世子、乗末美穂（第2話以降）
- 色彩設計 - 木幡美雪
- CGラインディレクター - 鈴木知美
- 撮影監督 - 杉山大樹
- 編集 - 近藤勇二
- 音響監督 - 本山哲
- 音楽 - 岩崎琢[86][87]
- 音楽プロデューサー - 田井モトヨシ、浅野隼吾
- 音楽制作 - くまの音楽隊
- プロデュース - 轟豊太
- プロデューサー - 松尾英児、金子勉、菊島憲文、森田紀子、山岡勇輝
- アニメーションプロデューサー - 村崎孝行、糀谷智司
- アニメーション制作 - project No.9[86][87]
- 製作協力 - KADOKAWA、ソニー・ミュージックエンタテインメント、ドコモ・アニメストア

### 主題歌
「天秤-Libra-」
西川貴教とASCAによるオープニングテーマ。作詞はRUCCA、作曲・編曲は菊田大介。
「through the dark」
安田レイによるエンディングテーマ。作詞は安田、作曲・編曲はJeff MiyaharaとKuraaki Hori。
「やさしき闇の詩」
アイリス（堀江由衣）による第12話挿入歌。作詞はあさのますみ、作曲・編曲は大川茂伸。

### 各話リスト
| 話数     | サブタイトル     | 絵コンテ   | 演出       | 作画監督                                                         | 総作画監督                   | 初放送日      |
| -------- | ---------------- | ---------- | ---------- | ---------------------------------------------------------------- | ---------------------------- | ------------- |
| 第一話   | 光に守られし国   | 神保昌登   | 神保昌登   | 青野厚司 大塚八愛                                                | -                            | 2020年 4月6日 |
| 第二話   | 世界の我儘       | 高木啓明   | 高木啓明   | 榊原智次 崎山知明 齊藤雅和                                       | 香川松吉                     | 4月13日       |
| 第三話   | 愁傷の光の王     | 齋藤徳明   | 丸山由太   | 永田正美 飯飼一幸 マスケット 管振宇                              | 奥田陽介 香川松吉            | 4月20日       |
| 第四話   | 黒の使い         | 伊藤秀弥   | 伊藤秀弥   | 高橋直樹 櫻井翔 服部憲知                                         | 奥田陽介                     | 4月27日       |
| 第五話   | 共闘             | 米田紘     | 神保昌登   | 市川敬三 榊原智次 齊藤雅和 江森真理子                            | 香川松吉                     | 5月4日        |
| 第六話   | 灰緑の魔障       | 今井正一   | 今井正一   | 大塚八愛 西村真理子 青野厚司                                     | 佐々木貴宏                   | 5月11日       |
| 第七話   | 山菜採り         | 藤木かほる | 木下ゆうき | 崎山知明 木下ゆうき 青野厚司 森出剛                              | 奥田陽介 佐々木貴宏          | 5月18日       |
| 第八話   | 約束             | 高村雄太   | 高村雄太   | 尾尻進矢 柄谷綾子 萩原省智                                       | -                            | 5月25日       |
| 第九話   | 光の王と闇の王子 | 齋藤徳明   | 丸山由太   | 飯飼一幸 宇佐美皓一 清水文乃 森田実                              | 香川松吉                     | 6月1日        |
| 第十話   | やさしき闇の詩   | 田中太郎   | 田中太郎   | 小林一三 金正男                                                  | 奥田陽介                     | 6月8日        |
| 第十一話 | はるか天空       | 髙木啓明   | 髙木啓明   | 市川敬三 榊原智次 西村真理子 大塚八愛                            | 奥田陽介 佐々木貴宏 香川松吉 | 6月15日       |
| 第十二話 | はじまりの罪     | 今井正一   | 今井正一   | 崎山智明 齊藤雅和 木下ゆうき 宇佐美皓一 高瀬さやか 森賢 岩崎令奈 | 奥田陽介 佐々木貴宏 香川松吉 | 6月22日       |

### 放送局
| 放送期間                | 放送時間                     | 放送局       | 対象地域       | 備考                                 |
| ----------------------- | ---------------------------- | ------------ | -------------- | ------------------------------------ |
| 2020年4月6日 - 6月22日  | 月曜 22:00 - 22:30           | AT-X         | 日本全域       | CS放送 / 字幕放送 / リピート放送あり |
|                         | 月曜 22:30 - 23:00           | TOKYO MX     | 東京都         |                                      |
|                         | 月曜 23:00 - 23:30           | BS11         | 日本全域       | BS放送 / 『ANIME+』枠                |
| 2020年4月8日 - 6月24日  | 水曜 2:30 - 3:00（火曜深夜） | 毎日放送     | 近畿広域圏     | 『アニメ特区』第1部                  |
| 2020年4月9日 - 6月25日  | 木曜 1:20 - 1:50（水曜深夜） | 大分朝日放送 | 大分県         |                                      |
|                         | 木曜 23:00 - 23:30           | とちぎテレビ | 栃木県         |                                      |
| 2020年4月10日 - 6月26日 | 金曜 1:26 - 1:56（木曜深夜） | 東日本放送   | 宮城県         |                                      |
| 2020年4月11日 - 6月27日 | 土曜 2:18 - 2:45（金曜深夜） | 九州朝日放送 | 福岡県         |                                      |
| 2020年4月15日 - 7月1日  | 水曜 1:20 - 1:50（火曜深夜） | 北海道テレビ | 北海道         |                                      |
| 2020年4月18日 - 7月4日  | 土曜 1:55 - 2:25（金曜深夜） | RSK山陽放送  | 岡山県・香川県 |                                      |
| 2020年4月22日 - 7月8日  | 水曜 2:24 - 2:54（火曜深夜） | 静岡放送     | 静岡県         | 『アニメ6区』第2部                   |

| 配信開始日        | 配信時間                       | 配信サイト |
| ----------------- | ------------------------------ | --- |
| 2020年4月6日      | 月曜 22:30 更新                | dアニメストア |
| 2020年4月13日以降 | 月曜 0:00（日曜深夜）以降 更新 | J:COMオンデマンド TELASA auスマートパスプレミアム ABEMA U-NEXT ひかりTV Hulu バンダイチャンネル FOD ニコニコ生放送 ニコニコチャンネル MBS動画イズム TVer GYAO! あにてれ クランクイン！ビデオ |

### BD / DVD
| 巻 | 発売日        | 収録話         | 規格品番   | 規格品番   |
| 巻 | 発売日        | 収録話         | BD         | DVD        |
| -- | ------------- | -------------- | ---------- | ---------- |
| 上 | 2020年6月26日 | 第1話 - 第6話  | ZMAZ-14051 | ZMSZ-14061 |
| 下 | 2020年7月29日 | 第7話 - 第12話 | ZMAZ-14052 | ZMSZ-14062 |